# Джентри (Арканзас)
Джентри (англ. Gentry, Arkansas) — город, расположенный в округе Бентон (штат Арканзас, США) с населением в 2165 человек по статистическим данным переписи 2000 года.

## История
История города Джентри начинается с образования расположенного на плато Озарк небольшого поселения «Орхард-Сити», жители которого занимались возделыванием сельскохозяйственных культур. Находящийся в восточной части округа Бентон, посёлок был известен выращиваемыми фруктами и, в особенности, своими яблоневыми садами. С приходом в «Орхард-Сити» железнодорожной магистрали компании Kansas City Southern Railroad инфраструктура городка претерпела бурное развитие, увеличилась и численность самого населённого пункта. В 1894 году жители «Орхард-Сити» вышли к властям штата с предложением о переименовании городка и создании в нём органов самоуправления. В том же году населённый пункт «Орхард-Сити» был переименован в Джентри и официально получил статус города.
К 1903 году население Джентри выросло до одной тысячи человек.
В 1926—1927 в городе было построено железнодорожное депо, которое спустя некоторое время получило известность самого лучшего депо на канзасской железнодорожной магистрали. Открытие здания происходило в торжественной обстановке, на церемонию на специальном поезде прибыло множествр чиновников транспортной компании «Kansas City Southern Railroad». В дальнейшем через город проходило от четырёх до шести пассажирских составов еженедельно, пока в 1964 году пассажирское сообщение не было прекращено совсем.
В 1994 году Джентри отметил свой столетний юбилей.

## География
По данным Бюро переписи населения США Джентри имеет общую площадь в 6,22 квадратных километров, водных ресурсов в черте населённого пункта не имеется.
Город Джентри расположен на высоте 376 метров над уровнем моря.

## Демография
По данным переписи населения 2000 года в Джентри проживало 2165 человек, 607 семей, насчитывалось 842 домашних хозяйств и 930 жилых домов. Средняя плотность населения составляла около 349 человек на один квадратный километр. Расовый состав Джентри по данным переписи распределился следующим образом: 89,84 % белых, 0,18 % — чёрных или афроамериканцев, 3,42 % — коренных американцев, 0,32 % — азиатов, 2,91 % — представителей смешанных рас, 3,33 % — других народностей. Испаноговорящие составили 5,59 % от всех жителей города.
Из 842 домашних хозяйств в 35,6 % — воспитывали детей в возрасте до 18 лет, 54,6 % представляли собой совместно проживающие супружеские пары, в 13,8 % семей женщины проживали без мужей, 27,9 % не имели семей. 25,3 % от общего числа семей на момент переписи жили самостоятельно, при этом 13,2 % составили одинокие пожилые люди в возрасте 65 лет и старше. Средний размер домашнего хозяйства составил 2,57 человек, а средний размер семьи — 3,06 человек.
Население города по возрастному диапазону по данным переписи 2000 года распределилось следующим образом: 29,1 % — жители младше 18 лет, 8,8 % — между 18 и 24 годами, 29,0 % — от 25 до 44 лет, 19,7 % — от 45 до 64 лет и 13,4 % — в возрасте 65 лет и старше. Средний возраст жителей составил 34 года. На каждые 100 женщин в Джентри приходилось 90,4 мужчин, при этом на каждые сто женщин 18 лет и старше приходилось 83,9 мужчин также старше 18 лет.
Средний доход на одно домашнее хозяйство в городе составил 31 765 долларов США, а средний доход на одну семью — 37 569 долларов. При этом мужчины имели средний доход в 27 361 доллар США в год против 20 875 долларов среднегодового дохода у женщин. Доход на душу населения в городе составил 14 309 долларов в год. 11,7 % от всего числа семей в округе и 13,2 % от всей численности населения находилось на момент переписи населения за чертой бедности, при этом 15,0 % из них были моложе 18 лет и 17,6 % — в возрасте 65 лет и старше.

## Экономика
В современном периоде в Джентри работают более 160 предприятий, в том числе рестораны, небольшие мотели, закусочные, малые промышленные фабрики, заводы, торгово-сервисные точки и другие.
Крупнейшим работодателем города является филиал корпорации McKee Foods, который недавно отметил своё двадцатилетия пребывания в Джентри. Площадь собственных территорий филиала была значительно расширена в 2002 году и в настоящее время составляет около 3700 квадратных метров. Фирменный магазин корпорации расположен на пересечении федеральной автомагистрали US-59 с центральной улицей города Мэйн-Стрит.